# Sanford (Carolina del Nord)
Sanford è un comune degli Stati Uniti d'America, capoluogo della Contea di Lee nella Carolina del Nord. Al censimento del 2000 la popolazione risultava di 23 220 abitanti, 28 675 secondo una stima del 2007.